# 格雷蒙特 (伊利諾伊州)
格雷蒙特（英語：Graymont）是位於美國伊利諾伊州利文斯頓縣的一個非建制地區。該地的面積和人口皆未知。

## 地理
格雷蒙特的座標為40°52′40″N 88°46′37″W / 40.87778°N 88.77694°W，而該地的平均海拔高度為199米（即653英尺）。